# Mallada oblongus
Mallada oblongus is een insect uit de familie van de gaasvliegen (Chrysopidae), die tot de orde netvleugeligen (Neuroptera) behoort. 
Mallada oblongus is voor het eerst wetenschappelijk beschreven door Hölzel in 1973.